# Leighton James
Leighton James (16. února 1953, Loughor - 19. dubna 2024) byl velšský fotbalista, záložník. Po skončení aktivní kariéry působil jako trenér.

## Fotbalová kariéra
Hrál za Burnley FC, Derby County FC, Queens Park Rangers FC, Swansea City AFC, Sunderland AFC, Bury FC a Newport County AFC. V anglické nejvyšší soutěži nastoupil ve 306 ligových utkáních a dal 60 gólů. V Poháru vítězů poháru nastoupil v 7 utkáních a v Poháru UEFA nastoupil ve 4 utkáních a dal 3 góly. Za reprezentaci Walesu nastoupil v letech 1971–1983 v 54 utkáních a dal 10 gólů.

## Ligová bilance
| Ročník                                    | Zápasy | Góly | Klub                   |
| ----------------------------------------- | ------ | ---- | ---------------------- |
| Football League First Division 1970/1971  | 4      | 0    | Burnley FC             |
| Football League Second Division 1971/1972 | 36     | 8    | Burnley FC             |
| Football League Second Division 1972/1973 | 42     | 10   | Burnley FC             |
| Football League First Division 1973/1974  | 40     | 7    | Burnley FC             |
| Football League First Division 1974/1975  | 42     | 16   | Burnley FC             |
| Football League First Division 1975/1976  | 17     | 3    | Burnley FC             |
| Football League First Division 1975/1976  | 22     | 6    | Derby County FC        |
| Football League First Division 1976/1977  | 39     | 6    | Derby County FC        |
| Football League First Division 1977/1978  | 7      | 0    | Derby County FC        |
| Football League First Division 1977/1978  | 27     | 4    | Queens Park Rangers FC |
| Football League First Division 1978/1979  | 1      | 0    | Queens Park Rangers FC |
| Football League Second Division 1978/1979 | 37     | 3    | Burnley FC             |
| Football League Second Division 1979/1980 | 39     | 6    | Burnley FC             |
| Football League Second Division 1979/1980 | 1      | 1    | Swansea City AFC       |
| Football League Second Division 1980/1981 | 40     | 15   | Swansea City AFC       |
| Football League First Division 1981/1982  | 38     | 9    | Swansea City AFC       |
| Football League First Division 1982/1983  | 19     | 2    | Swansea City AFC       |
| Football League First Division 1982/1983  | 18     | 2    | Sunderland AFC         |
| Football League First Division 1983/1984  | 34     | 2    | Sunderland AFC         |
| Football League Fourth Division 1984/1985 | 46     | 5    | Bury FC                |
| Football League Third Division 1985/1986  | 28     | 2    | Newport County AFC     |
| Football League Fourth Division 1986/1987 | 42     | 10   | Burnley FC             |
| Football League Fourth Division 1987/1988 | 19     | 0    | Burnley FC             |
| Football League Fourth Division 1988/1989 | 18     | 3    | Burnley FC             |
| CELKEM Football League First Division     | 306    | 60   |                        |